# Даунтонска опатија (4. сезона)
Четврта сезона британске драмске ТВ серије Даунтонска опатија броји 8 регуларних епизода и божићни специјал. Регуларне епизоде су емитоване од 22. септембра до 10. новембра 2013. године, а божићни специјал 25. децембра 2013. године. Просечна гледаност четврте сезоне у УК износила је 11,84 милиона гледалаца.

## Радња
Четврта сезона, смештена од 1922. до 1923. године, почиње сазнањем о изненадном одласку госпођице О’Брајен, која је напустила Даунтон како би служила леди Флинтшир у Индији. Као замена доведена је Една Брајтвејт, која успева да смува Тома и лажира трудноћу, међутим госпођа Хјуз то сазнаје и отпушта је, тако да Корина нова лична слушкиња постаје Филис Бакстер, жена мрачне прошлости. Мозли губи посао Метјуовом смрћу и упркос Вајолетиним напорима, не успева да га пронађе. Након Алфредовог одласка, господин Карсон му нуди посао лакеја, што Мозли одбија. У Даунтон долази леди Роуз Меклер, рођака Кролијевих. Она касније улази у везу са црначким џез музичарем, Џеком, што не наилази на Робертово одобравање.
Након Метјуове смрти, Мери је месецима у жалости, али породица упспева да је наговори да настави даље. Убрзо се појављују два нова удварача — Антони (лорд Гилингам) и Чарлс Блејк, мада Мери у почетку није заинтересована. Лорд Гилингам је касније проси, чак и остваља своју вереницу Мејбел, међутим она га одбија јер још увек не може да преболи Метјуа.
Леди Идит, која већ неко време пише колумну у часопису и Мајкл Грегсон, уредник часописа, се заљубљују једно у друго. Он је ожењен, међутим по законима тог времена, не може да се разведе од своје ментално болесне супруге, која се налази у изолацији. Грегсон одлази у Немачку да затражи држављанство, што му омогућава да се разведе, међутим убијају га нацисти. Идит схвата да је затруднела са њим и обраћа се тетки Розамунд за помоћ како би сакрила срамоту. Она је наговора да се тајно породи у Швајцарској и да да дете на усвајање тамошњој породици. Идит то чини, међутим након неког времена одлучује да узме своју ћерку и даје је на усвајање породици Дру која држи фарму у близини Даунтона, али истину говори само господину Друу, те његова супруга мисли да је Мериголд ћерка покојне пријатељице њеног мужа.
Током посете лорда Гилингама Даунтону, господин Грин, његов лични слуга, силује Ану. Госпођа Хјуз то сазнаје и Ана је моли да не каже ништа Бејтсу, јер се плаши да би га Бејтс могао убити. Касније, Бејтс то сазнаје, а мало после тога сазнаје се да је Грин убијен у Лондону. Ана схвата да је Бејтс био у Лондону на дан убиства. Госпођа Хјуз налази у џепу Бејтсовог капута возну карту од Јорка до Лондона на дан Гриновог убиства и то говори Мери, те Мери одлучује да је спали.

## Улоге

### Главне улоге

#### Породица Кроли
- Хју Боневил као гроф Роберт Кроли, лорд од Грантама
- Елизабет Макгаверн као грофица Кора Кроли, леди од Грантама
- Меги Смит као грофица Вајолет Кроли
- Мишел Докери као леди Мери Кроли
- Лора Кармајкл као леди Идит Кроли
- Пенелопи Вилтон као Изобел Кроли
- Ален Лич као Том Брансон
- Лили Џејмс као леди Роуз Маклер

#### Послуга
- Џим Картер као Чарлс Карсон
- Брендан Којл као Џон Бејтс
- Џоана Фрогат као Ана Бејтс
- Роб Џејмс Колијер као Томас Бароу
- Кевин Дојл као Џозеф Моузли
- Филис Логан као Елси Хјуз
- Софи Макшера као Дејзи Мејсон
- Лесли Никол као Берил Патмор
- Ејми Натал као Етел Паркс
- Мет Милн као Алфред Њугат
- Едвард Спилерс као Џими Кент
- Кара Теоболд као Ајви Стјуарт
- Дејвид Роб као др Ричард Кларксон

### Епизодне улоге
- Ракел Касиди као Филис Бакстер
- Том Кален као Ентони Фојл, виконт од Гилингама
- Џулијан Овенден као Чарлс Блејк
- Саманта Бонд као леди Розамунд Пејнсквик
- Ники Хенсон као Чарлс Григ
- Миана Беринг као Една Брајтвејт
- Гари Кар као Џек Рос
- Чарлс Едвардс као Мајкл Грегсон
- Најџел Харман као Алекс Грин
- Дејзи Луис као Сара Бантинг
- Брендан Патрикс као Евелин Нејпијер
- Даглас Рит као лорд Мертон
- Мајкл Кохрејн као Алберт Травис
- Чарлс Едвардс као Мајкл Грегсон
- Ендру Скарбороу као Тим Дру
- Џереми Свифт као Септимус Спрат
- Патрик Кенеди као Теренс Сампсон
- Ендру Александар као сер Џон Булок
- Џонси Елмор као Џон Пег
- Џоана Дејвид као војвоткиња од Јеовила

### Гостујуће улоге
- Кири Те Канава као Нели Мелба
- Харијет Волтер као леди Шакелтон
- Ди Бочер као дадиља Вест
- Пол Копли као господин Мејсон
- Бернард Галагер као Бил Молзли
- Ширли Маклејн као Марта Левинсон
- Пол Џијамати као Харолд Левинсон
- Оливер Димсдејл као Едвард VIII
- Џенет Монтгомери као Фреда Дудли Ворд
- Мајкл Бенц као Итан Слејд
- Џејмс Фокс као барон Вилијам Алсоп
- Попи Дрејтон као Меделајн Алсоп

## Епизоде
| 26 | 1 |  | Дејвид Еванс  | Џулијан Фелоуз | 22. септембар 2013. | 11.96 |
| Фебруар 1922. Леди Мери тугује за Метјуом и осећа мало мајчинске љубави према свом шестомесечном сину Џорџу. Лорд Грантам и Брансон се сукобљавају око управљања имањем и боре се око плаћања наследне таксе. Госпођица О’Брајен напрасно напушта Даунтон како би служила леди Флинтшир, на путу у Индију. Пошто јој је хитно потребна нова слушкиња, Кора унајмљује бившу слушкињу Едну, која се дошколовала за личну слушкињу. Госпођа Вест, дадиља Џорџа и Сиби, понаша се безобразно према Томасу, па он обавештава Кору да је дадиља Вест склона да остави децу саму. Када чује да дадиља Вест вређа Сиби називајући је „возачевом ћерком” и „злобном малом унакрсном пасмином”, Кора је отпушта на лицу места. Господин Молзли је изгубио посао након Метјуове смрти, па Вајолет покуша да му помогне тако што ће га пустити да служи на ручку са пријатељицом којој је потребан батлер, али Вајолетин батлер Спрат, плашећи се да ће га заменити, саботира Молзлија. Слуге су узбуђене Дана заљубљених. Том моли Карсона да разговара са Мери да је извуче из љуштуре што он и чини, али Мери то сматра дрскошћу. Касније се извињава Карсону и исплаче се у његовом наручју. Епизода се завршава тако што се Мери придружује ручку, не више у црнини, спремна да реши проблеме имања. |   |  |               |                |                     |       |
| 27 | 2 |  | Дејвид Еванс  | Џулијан Фелоуз | 29. септембар 2013. | 12.10 |
| Март 1922. Пронађено је Метјуово писмо, којим је он именовао Мери својим јединим наследником. Роберт је незадовољан овим и радије би да Мери није укључена у управљање имањем. Вајолет потајно подржава Мери и позива је да научи посао од Тома. Откривши да Молзлију иде лоше, да ради као физички радник и има дугове, Бејтс добија новац од Вајолет и претвара се да враћа Молзлију за ранији зајам. Робертов адвокат потврђује да се Метјуово писмо може сматрати тестаментом и сви ургирају на њега да укључи Мери у управљање имањем. |   |  |               |                |                     |       |
| 28 | 3 |  | Кетрин Моршид | Џулијан Фелоуз | 6. октобар 2013.    | 11.86 |
| Април 1922. Одржава се велика забава у Даунтону, која укључује наступ аустралијске оперске певачице Нели Мелбе, на незадовољство господина Карсона. Леди Мери обнавља познанство са лордом Гилингамом, који флертује с њом. Током наступа Нели Мелбе, господин Грин, лични слуга лорда Гилингама, силује Ану. Том се осећа нелагодно међу аристократама, што Една искористи, па га напије и увлачи у своју спаваћу собу. Госпођа Хјуз проналази Ану, која јој све признаје. Она натера госпођу Хјуз да обећа да неће никоме рећи за силовање, укључујући Бејтсу, плашећи се да ће Бејтс убити Грина и бити обешен због њега. |   |  |               |                |                     |       |
| 29 | 4 |  | Кетрин Моршид | Џулијан Фелоуз | 13. октобар 2013.   | 11.75 |
| Април 1922. Една тврди да је трудна и захтева да је Том ожени. Том тражи помоћ од госпође Хјуз, која открива да је Една користила контрацепцију. Након што је њен план пропао, Една напушта Даунтон. Леди Роуз прати Мери и Тома у Лондон, где бораве код леди Розамунд, која је тајно позвала лорда Гилингама и сер Џона Булока да им се придруже. Они долазе у џез клуб, где се Булок напије и оставља Роуз на плесном подијуму. Џек Рос, црни певач клуба, спашава Роуз и плеше с њом, на нелагоду других. Ана, која се осећа недостојном Бејтса, удаљава се и сели се из њихове куће назад у главну кућу, остављајући га збуњеним. Мајкл Грегсон одлази у Немачку. Уколико постане немачки држављанин, можда ће моћи да се разведе од своје луде супруге. Леди Розамунд открива да је Идит провела ноћ са Грегсоном и упозорава је да наноси штету њеној репутацији. Лорд Гилингам проси Мери, али она то одбија јер још увек жали Метјуову смрт. |   |  |               |                |                     |       |
| 30 | 5 |  | Филип Џон     | Џулијан Фелоуз | 20. октобар 2013.   | 11.39 |
| Мај 1922. Алфред се пријављује за програм обуке за кувара у хотелу Риц. Господин Карсон разматра поновно ангажовање господина Моузлија ако Алфред оде, али се Моузли, незадовољан тиме што је уназађен у лакеја, предуго премишља и губи прилику. Томас врши притисак над Корином новом личном слушкињом, госпођом Бакстер, да шпијунира све за њега. Кора мора да наговори нервозну госпођу Патмор да промени њихову кутију са ледом за фрижидер. Идит посећује лондонског лекара. Том разматра пресељење у Америку. Бејтс и даље врши притисак над Аном да јој објасни своје понашање. Он говори госпођи Хјуз да ће поднети оставку ако она одбије да му каже истину о Ани, па му госпођа Хјуз каже да је незнанац провалио у одаје слуга и силовао Ану. Бејтс каже Ани да је воли више него икад и они се мире, али и даље сумња да је Грин починио злочин. Вајолет запошљава новог баштована као услугу Изобел, али сумња да је крао ствари док је радио у кући. |   |  |               |                |                     |       |
| 31 | 6 |  | Филип Џон     | Џулијан Фелоуз | 27. октобар 2013.   | 11.54 |
| Јун 1922. Алфред је примљен на обуку за кувара у Рицу и одлази. Карсон не жели да запосли Моузлија на његово место, али госпођа Хјуз успева да га убеди и Моузли добија посао. Идит, коју мучи што нема новости о Грегсону, сазнаје да је трудна. Изобел проналази предмет за који Вајолет верује да га је нови баштован украо, па се Вајолет извињава и поново запошљава баштована. Леди Роуз уговара да бенд из џез клуба наступа на Робертовом рођендану. Карсон је шокиран кад у Даунтону угледа Џека, црног певача. Након забаве, Мери види Роуз и Џека како се љубе у одајама послуге. Владини инспектори стижу да прегледају имање: господин Нејпијер, стари пријатељ леди Мери и господин Блејк, либерал који се пристојно сукобљава са њом. |   |  |               |                |                     |       |
| 32 | 7 |  | Едвард Хол    | Џулијан Фелоуз | 3. новембар 2013.   | 11.93 |
| Јул 1922. Роберт одлази у Америку како би извукао Кориног брата, плејбоја Харолда из невоље. Госпођа Хјуз је испричала леди Мери шта се догодило Ани, па она наговара Роберта да поведе Томаса са собом као личног слугу уместо Бејтса, како би он остао да подржи Ану. Вајолет се разболи од бронхитиса и негује је Изобел. Том упознаје занимљиву младу жену, Сару Бантинг. Идит и Роуз одлазе у Лондон, где Роуз наставља своју везу са Џеком. Идит се одлучила на абортус, али одустаје у последњем тренутку. Лорд Гилингам и његов слуга, господин Грин, стижу у Даунтон. Госпођа Хјуз говори Грину да зна шта је учинио и упозорава га да се држи подаље од Ане. Током вечере, Грин случајно открије да је био у сали за слуге за време наступа Нели Мелбе, што привлачи пажњу Бејтсу. |   |  |               |                |                     |       |
| 33 | 8 |  | Едвард Хол    | Џулијан Фелоуз | 10. новембар 2013.  | 12.16 |
| Август 1922. Идит жели да закупац фарме Кролијевих и његова супруга одгајају њену бебу, али леди Розамунд предлаже да бебу однесе у Швајцарску тамошњој породици и заборави је. Вајолет сазнаје истину и нуди Идит новац. Том види Роуз и Џека у чајџиници у селу и информише Мери о томе. Она упозори Роуз, а затим одлази код Џека у Лондон, који је већ одлучио да прекине везу, како би поштедео Роуз проблема и срамоте. Алфред проси Ајви, али почиње да цени Дејзину верност након што га Ајви одбије. Дејзи је збуњена због својих осећања, али одустаје од Алфреда и он одлази заувек. Госпођица Бакстер се спријатељи са шаљивим Моузлијем, тражећи информације о Томасу. Лорд Гилингам, који планира да раскине своју веридбу, кратко посећује Мери, која му говори за Гринов злочин и тражи од њега да га отпусти, што он и чини. Одржава се црквени сајам, који организује Кора. Током њега лорд Грантам неочекивано стиже из Америке, као и лорд Гилингам, како би рекао Мери да је Грин погинуо у саобраћајној несрећи у Пикадилију. Ана схвата да је Бејтс тог дана имао слободан дан, наводно како би отишао у Јорк и одбија да јој каже шта је тамо радио, па почиње да сумња да је он убио Грина. |   |  |               |                |                     |       |
| Специјал |   |  |               |                |                     |       |
| 34 | — |  | Џон Ист       | Џулијан Фелоуз | 25. децембар 2013.  | 9.4   |
| Лето 1923. Кролијеви се селе у своју лондонску резиденцију за Роузин дебитантски бал и представљање на двору, доводећи већину послуге. Њима се придружују Корин брат Харолд и мајка Марта из Америке. Лорд Гилингам и господин Блејк такође присуствују, обојица се још удварају Мери и међусобно су непријатељски настројени. Том и Томас прво остају у Даунтону. Том се неочекивано састаје са Саром Бантинг, која тражи обилазак Даунтонске опатије. Када одлазе у галерију на спрату, Томас их види и касније у Лондону говори Роберту о инциденту, инсинуирајући да је Том одвео Сару у спаваћу собу. Том касније лорду Грантаму говори истину. На забави, Роузина индискреција доводи до тога да карташки преварант господин Сампсон, краде писма принца од Велса његовој љубавници, Фреди Дудли Ворд, из њене торбе. Роуз то говори Роберту, који тражи од породице да га врате и спрече скандал. Он позива Сампсона на партију покера, а Мери, Роуз и Чарлс Блејк претражују његов стан, али не могу да пронађу писмо. Док играчи одлазе, Бејтс дохвати џеп Сампсоновог капута и узима писмо. Госпођа Хјуз проналази возну карту од Јорка за Лондон у Бејтсовом капуту на дан када је Грин умро. Она то каже леди Мери и њих две се слажу да ћуте о томе, а касније Мери спали карту у камину. На балу, Гилингам изненађује Мери откривши да је господин Блејк заправо рођак и наследник врло имућног барона, па га то самим тим чини погоднијим удварачем. Мери се суочава с Блејком око тога и он одговара да је хтео да је освоји сам, како би то била поштена борба за Гилингамом. Идит рађа девојчицу. Розамунд је организовала усвајање детета у Швајцарској, али Идит се враћа свом првобитном плану и даје девојчицу господину Друу, фармеру закупцу. Корин брат Харолд је импресиониран послуженом храном и тражи од свог слуге Итана да нађе енглеског кувара за своје америчко домаћинство. Привучен Дејзи, Итан јој нуди посао, али она одбија, па се Ајви јавља уместо ње. Слуге добијају слободан дан, а госпођа Хјуз уверава Карсона да проведу дан на обали мора. |   |  |               |                |                     |       |